# Transeius eucalypterus
Transeius eucalypterus är en spindeldjursart som först beskrevs av N. Prasad 1968.  Transeius eucalypterus ingår i släktet Transeius och familjen Phytoseiidae. Inga underarter finns listade i Catalogue of Life.